# Jüdische Geschichte Salzburgs
Die belegte jüdische Geschichte Salzburgs beginnt im Mittelalter, aber es gibt Vermutungen, dass bereits in der Antike Juden in Salzburg gelebt haben. Bisher sind aber keine Belege bekannt.

## Erzstift Salzburg
Im Mittelalter entstand in der Stadt Salzburg, anschließend an den Waagplatz, dem Zentrum der Bürgerstadt, die Judengasse, die heute noch besteht. Diese weist auf eine frühe Niederlassung der Juden in der Stadt Salzburg hin. Durch das kanonische Zinsverbot der Christen bekamen die Juden im Mittelalter eine herausgehobene Position im Finanzwesen und Fernhandel. Zu dieser Zeit entstand auch die Synagoge an der Einmündung der Judengasse in den Waagplatz (heute im Raum des Altstadthotels Radisson, vorher Höllbräu).
In der ersten Hälfte des 14. Jahrhunderts nahm die Zahl der Juden in Salzburg stark zu. In Folge der Pest, die ab 1349 das Salzburger Flachland heimsuchte, kam es zum ersten Pogrom an den Salzburger Juden. Das Gerücht verbreitete sich, die Ursache der Pest wären Brunnenvergiftungen durch die Juden. Dies führte zu einem großen Pogrom, dem fast die ganze Jüdische Gemeinde zum Opfer fiel, mit Ausnahme weniger Juden, die sich durch Taufe retten konnten. Wenig später kam es jedoch zu einer Wiederansiedlung von Juden und einem Rückkauf der 1349 in christlichen Besitz übergegangenen Synagoge.
Im Jahr 1404 kam es zum nächsten Judenpogrom in Salzburg. Anlass dafür war ein Kirchendiebstahl mit Hostienverkäufen und das Gerücht eines Ritualmords an einem christlichen Knaben. Am 10. Juli wurden die Juden aus der Stadt Salzburg und Hallein zusammengetrieben und öffentlich verbrannt mit Ausnahme von 25 Kindern und einem Juden, der sich taufen ließ. Zwei schwangere Frauen bekamen Aufschub bis nach der Geburt ihrer Kinder. Erzbischof Erhard III. zog den Besitz der Juden ein und verbesserte damit die prekär finanzielle Lage von ihm und seiner Familie.
Bald darauf siedelten sich wiederum Juden an. Sie unterstützten den Erzbischof in finanziellen Belangen unter anderem bei der Eintreibung von Schulden. Sie mussten dem Erzbischof, ihrem „Schutzherren“ regelmäßig Steuern entrichten. In den folgenden Jahrzehnten erlangte die Judengemeinde ihre alte Bedeutung allerdings nicht mehr wieder. Es ist auch nicht bekannt, ob es einen Ersatz für die alte Synagoge gab.
Im Jahr 1498 verfügte der Fürsterzbischof Leonhard von Keutschach die Ausweisung der letzten Juden aus Salzburg.

## Unter bayerischer Herrschaft
Von 1810 bis 1816 gehörte Salzburg zum Königreich Bayern. Das dortige Bayerisches Judenedikt von 1813 gewährte den Juden zwar noch nicht volle staatsbürgerliche Rechte, stelle aber einen Meilenstein auf dem Weg zur Gleichberechtigung dar.

## Unter der Habsburgermonarchie
Im Staatsgrundgesetz von 1867 wurde die Niederlassungsfreiheit festgelegt, die wieder eine Ansiedlung von Juden in Salzburg ermöglichte. Der Gründer der Salzburger Judengemeinde war der Gold- und Silberhändler Albert Pollak aus Mattersburg, der 1872 als erster Jude in den Gemeindeverband aufgenommen wurde und 1873 die Zuerkennung der Bürgerrechte erreichte.
Die Zuwanderer kamen hauptsächlich aus dem Gebiet Westungarn/Burgenland und Böhmen/Mähren. Sie betätigten sich hauptsächlich im Handel. Bis 1910 stieg der jüdische Anteil an der Bevölkerung der Stadt Salzburg auf 0,8 Prozent
Ab 1893 gab es wieder einen jüdischen Friedhof in Salzburg und ab 1901 auch wieder eine Synagoge in Salzburg.
Die Salzburger Juden waren jedoch nicht in die Salzburger Vor(erster Welt-)kriegsgesellschaft integriert. Sie waren wirtschaftlich erfolgreich aber zu wenige, um ein eigenständiges kulturelles Milieu zu bilden. Sie zogen sich in den religiösen bzw. religionsnahen Bereich zurück.
Spätestens seit dem Ende der hochliberalen Ära entwickelte sich der Antisemitismus als Grundlage und integraler Bestandteil des bürgerlichen Grundkonsens über die Parteigrenzen hinweg. Es kam zu einer fast lückenlosen Ausgrenzung der Juden vom bürgerlichen Vereinswesen.

## Während der NS-Gewaltherrschaft
Unmittelbar nach dem Anschluss Österreichs begann die Arisierung jüdischen Eigentums und die Verfolgung der Juden. Nach wenigen Monaten waren die meisten jüdischen Betriebe und Geschäfte, aber auch Wohnungen enteignet. Die bekanntesten Opfer waren die Kaufleute Paul und Max Schwarz, der Besitzer des Kaufhauses Schwarz am Alten Markt, Robert Ornstein, der Besitzer eines Kaufhauses in der Getreidegasse, der Schriftsteller Stefan Zweig (dessen  geschiedene Ehefrau den Besitz auf dem Kapuzinerberg schon vor 1938 veräußert hatte) und der Mitbegründer der Salzburger Festspiele Max Reinhardt.
Es kam zu Hausdurchsuchungen, Verhaftungen und verschiedenen Bestimmungen wie Berufsverboten, die die Bewegungs- und Erwerbsfreiheit der Juden einengte. Ziel war die Vertreibung. Meist wurden Verhaftete freigelassen, wenn sie versprachen, das Land in kürzester Zeit zu verlassen. Verschiedene Gesetze, Verordnungen und Erlässe engten die Menschenrechte der Juden in kürzester Zeit drastisch ein.
Ein Höhepunkt der Verfolgung waren die Novemberpogrome am 8. und 9. November 1938, bei denen noch nicht arisierte jüdische Geschäfte verwaltet wurden sowie die Synagoge und Aktenmaterial der jüdischen Kulturgemeinde weggeschafft wurde.
Trotz der Meldung Salzburg sei 1941 „judenrein“ gewesen gab es noch 40 sogenannte Volljuden und sogenannte „Mischlinge“, davon 71 „ersten“ und 57 „zweiten“ Grades. 1942 gab es noch 18 Glaubensjuden. Sie alle sahen sich permanenten Verfolgungen bis zu Verhaftungen und Einweisung in Konzentrationslager ausgesetzt. Es ist nicht bekannt, wie viele der 200 Juden, die zur Zeit des „Anschlusses“ in der Stadt Salzburg lebten dem Holocaust zum Opfer fielen. Den meisten dürfte es aber gelungen sein, beeinflusst von der brutalen Repression die mit dem Anschluss einsetzten rechtzeitig vor Kriegsende zu emigrieren.
Bei der Bücherverbrennung am 30. April 1938 wurden auch Bücher jüdischer Autoren verbrannt.

## Ab 1945
Vor allem aus schwierigen Exilorten wie Schanghai oder Israel/Palästina kehrten einzelne der vertriebenen Juden nach dem Krieg zurück. Dazu kamen Überlebende aus dem KZ Buchenwald, die auf dem Heimweg nach Wien an der Demarkationslinie in Enns aufgehalten und nah Salzburg zurückgeschickt worden waren. Diese beteiligten sich am Wiederaufbau der Salzburger Gemeinde.
Dazu kamen Displaced Persons (DPs)aus Osteuropa, die aufgrund des auch nach 1945 anhaltenden Antisemitismus nicht nach Osteuropa zurückkehren konnten. Zwischen 1945 und 1948 zogen 200.000 Juden durch Europa. Da die damalige (bis 1948) britische Mandatsmacht über Palästina und andere Länder die Einwanderung reglementierten bzw. teilweise ganz verhinderten, wurden die Flüchtlinge illegal u. a. über den Krimmler Tauern geschleust. Tausende lebten im ganzen Land in Flüchtlingsquartieren.
Hunderte der DPs siedelten sich in Salzburg an und sicherten damit das Weiterleben der jüdischen Gemeinde.
Der während des Nationalsozialismus stark beschädigte jüdische Friedhof in Aigen war ab 1946 wieder in Gebrauch. 1968 wurde die von den Nationalsozialisten zerstörte Synagoge wieder eingeweiht.
Heute (zu Beginn des 21. Jahrhunderts) leidet die Gemeinde jedoch unter Überalterung.